# Grube Glücksrad
Die Grube Glücksrad war ein Silber- und Kupferbergwerk im Oberharzer Gangerzrevier. Sie lag nördlich der Straße von Oker nach Clausthal-Zellerfeld (L 517) in der Gemarkung Oberschulenberg (Berg- und Universitätsstadt Clausthal-Zellerfeld).
Das Bergwerk ist mit seinen ausgedehnten Halden insbesondere bei Mineraliensammlern durch teilweise sehr seltene Funde bekannt geworden.

## Geologie
Die Grube Glücksrad baute auf den Bockswieser Gangzug (früher auch Bockswiese-Festenburg-Schulenberger Gangzug genannt), einer hydrothermalen Gangstruktur im nordwestlichen Oberharz. Der Gangzug war im Bereich Oberschulenberg über eine streichende Länge von etwa 600 m und bis in eine Teufe von 250 m bauwürdig mit sulfidischen, silberhaltigen Blei- und Kupfermineralien vererzt. Das Erzmittel lag in einer Aufblätterungszone und wurde durch den Schulenberger Hauptgang im Hangenden und den Neuen Gang im Liegenden gebildet. Nach einer rund 1000 m langen Vertaubungszone im Osten schließt sich eine weitere Erzführung in Mittelschulenberg an (→ Grube Juliane Sophia).
Durch Witterungseinflüsse auf die an der Oberfläche anstehenden Erze und deren Gangarten entstanden rund 40 verschiedene Sekundärmineralien, manche von ihnen sind allerdings mit bloßem Auge kaum zu erkennen (sogenannte Micromounts). Insgesamt wurden in der Grube und auf deren Halden über 130 Minerale und Varietäten entdeckt (Stand 2025).
Für das 1982 von der International Mineralogical Association (IMA) anerkannte Mineral Schulenbergit gilt die Grube Glücksrad als Typlokalität.

## Geschichte und Technik

### Vorgängerbergbau
Wahrscheinlich ging bereits im Mittelalter Bergbau im Tagebau auf dem Ausbiss des Schulenberger Hauptganges in der Nähe der späteren St. Urbaner Schächte um. Im Zeitraum von 1532 bis 1592 bestand mit den Gruben St. Anna am Schulenberge und Unvergängliche Gabe Gottes und Reiche Gesellschaft am Schulenberge bereits gewinnbringender Bergbau in Oberschulenberg, der zunächst noch von privaten Pächtern betrieben wurde. Um das Jahr 1600 kam dieser frühe Erzabbau wieder zum Erliegen. Es waren die meisten Erzvorräte bis zur wenig tiefer liegenden Talsohle abgebaut, ein tiefer Stollen zur Wasserlösung hätte allein mit Schlägel und Eisen von weit her durch das feste Gestein vorgetrieben werden müssen.

### Betrieb der Grube Glücksrad von 1666 bis 1771
Am 20. Januar 1666 wurde das Grubenfeld Glücksrad an Stelle einer älteren Grube St. Andreas oder auch Neuer Segen erstmals verliehen. Im Jahre 1669 erfolgte bereits eine Neuverleihung des Feldes. Von 1669 bis 1678 wurden zusammenhanglos an mehreren Stellen auf dem Oberschulenberger Gangteil durch unterschiedliche Pächter Tief- und Tagebaue unter dem Namen Glücksrad betrieben (vergleiche Übersicht der Schächte, Stollen und Tagesöffnungen).
Ab 1690 erfolgte eine Neuordnung des Bergbaus in Oberschulenberg in Längenfeldern zwischen 161 m und 323 m streichender Erstreckung. Die Gruben wurden vom braunschweigisch-wolfenbüttelschen Staat (Communion-Oberharz) selbst bewirtschaftet. Nachdem zwischen 1693 und 1696 ein alter Schacht und Baue der Grube Glücksrad wieder hergerichtet wurden, stieg die Förderung von anfänglich 14 Tonnen pro Woche (1696) auf 42 Tonnen pro Woche (1702) an. Von 1698 bis 1719 und von 1722 bis 1737 wurden bis vier Taler pro Quartal und Kuxe an Ausbeute gezahlt. Der Schacht war 1702 auf 80 Meter Teufe vorgedrungen. Zur natürlichen Lösung der Grubenwasser des Reviers wurde ab 1710 der schon vor längerer Zeit begonnene Tiefe Schulenberger Stollen weiter aufgefahren.
Die Blütezeit erreichte die Grube Glücksrad im Zeitraum 1723 bis 1736. In dieser Zeit wurden 50 bis 65 Tonnen in der Woche gefördert. Die Strossenbaue wurden über die Feldesgrenzen hinaus bis in den Bereich der Nachbargruben St. Urban (in Betrieb von 1692 bis 1800) im Westen und Grube Gelbe Lilie (1669 bis 1817) im Osten ausgedehnt. Ab 1729 wurde das Abbauverfahren auf den effektiveren Firstenstoßbau umgestellt. Nach 1738 ging die wöchentliche Förderung auf rund 22 Tonnen zurück. Der Abbau wurde nach 1740 zunächst an der Markscheide zu St. Urban gestundet und 1744 ganz eingestellt. Es erfolgten zunächst nur noch Unterhaltungs- und Sucharbeiten. Der (Haupt-)Schacht hatte 1746 seine endgültige Teufe von etwa 250 Metern erreicht, in dieser Teufe wurden keine bauwürdigen Erze mehr angetroffen. Dagegen entdeckte man im gleichen Jahr ein bisher unbekanntes Vorkommen in den oberen Bauen.
Von 1748 bis 1761 wurde ein Nachlesebergbau durchgeführt und wöchentlich 25 bis 30 Tonnen Erz gefördert. In den Jahren danach war dieser Bergbau nur noch unbedeutend, als 1769 die Kaue (oberharzerisch Gaipel) über dem Schacht in Brand geriet und das Feuer auf die Schachtzimmerung übergriff. Durch den Einsturz des Schachtes verunglückte ein Bergmann tödlich. Das Grubengebäude einschließlich der benachbarten Bergwerke wurde während der drei Monate andauernden Schwelbrände unbrauchbar. Nach kurzen Sucharbeiten 1770 wurde die Grube Glücksrad 1771 stillgelegt. Ein Teil des Bergwerksfeldes übernahm 1790 die Grube Gelbe Lilie.
Zu Beginn des 19. Jahrhunderts wurden in den Oberschulenberger Gruben sporadisch Erzreste oberhalb der Tiefen Schulenberger-Stollen-Sohle abgebaut, um freigewordene Bergleute anderer Oberharzer Gruben bei Engpässen zu beschäftigen. Die tieferen Grubenteile waren nach Aufgabe der Wasserhaltung ersoffen. Um 1817 bestand im Glücksrader Tagesstollen eines der ältesten Schau- und Lehrbergwerke: Besuchern wurden die hier noch zugänglichen alten Abbaustrossen gezeigt. Ab 1824 hatte man die Möglichkeit, den 19-Lachter-Stollen in Wildemann zu besichtigen und die Grube Glücksrad wurde nicht mehr instand gehalten.

### Übersicht der Schächte, Stollen und Tagesöffnungen
| Name                                | Größte Teufe | Länge   | Beginn | Ende | Geographische Lage           | Anmerkungen                                                       |
| ----------------------------------- | ------------ | ------- | ------ | ---- | ---------------------------- | ----------------------------------------------------------------- |
| Alter Tagesstollen                  |              |         |        | 1824 | 51° 49′ 51″ N, 10° 23′ 56″ O | Diente zu Beginn des 19. Jahrhunderts als Schaubergwerk.          |
| Neuer Tagesstollen                  |              |         |        |      | 51° 49′ 49″ N, 10° 24′ 5″ O  | Etwa 1990 verfüllt.                                               |
| Schacht Altes Glücksrad I           |              |         |        |      | 51° 49′ 55″ N, 10° 24′ 52″ O |                                                                   |
| Schacht Altes Glücksrad II          |              |         | 1669   | 1787 | 51° 49′ 55″ N, 10° 24′ 2″ O  |                                                                   |
| Schacht Neues Glücksrad             | 250 m        |         |        | 1771 | 51° 49′ 53″ N, 10° 24′ 7″ O  |                                                                   |
| Stollen                             |              |         |        | 1669 | 51° 50′ 41″ N, 10° 27′ 24″ O | Verlegtes Grubenfeld auf dem Hahnenkleer Gangzug (Langetal-Gang). |
| Suchschacht nach dem Liegenden Trum |              |         |        |      | 51° 49′ 57″ N, 10° 24′ 9″ O  | Im Bereich Grube Glücksrad oder Gelbe Lilie/Neue Gelbe Lilie.     |
| Tiefer Schulenberger Stollen        |              | 2.900 m |        |      | 51° 49′ 33″ N, 10° 25′ 25″ O | Wasserlösungsstollen, Bauzeit: Vor 1600 und ab 1710.              |

## Heutiger Zustand (2011)

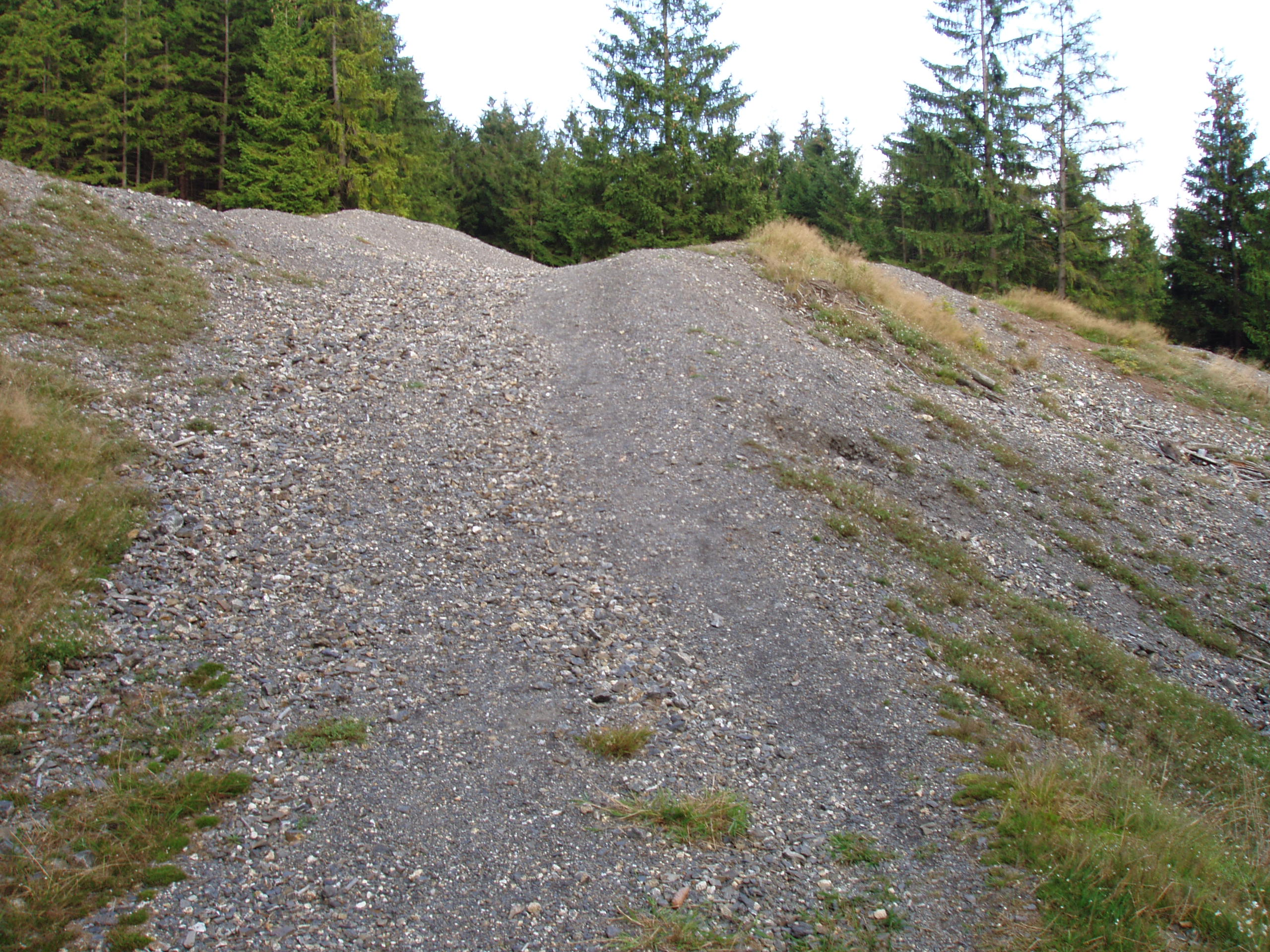
Haldengelände bei den Glücksrader Schächten

Das Oberschulenberger Bergbaugebiet ist heute noch gut im Gelände erkennbar. Zum einen besteht oberhalb des Tales, teilweise von der Straße einsehbar, ein ausgedehntes Haldengelände zwischen den ehemaligen Glücksrader und dem Gnade Gotteser Schacht. Eine weitere Halde am Mundloch des Glücksrader Tagesstollens ist mittlerweile durch die frühere Entnahme von Straßenbaumaterial deutlich verkleinert worden und überwachsen.
Des Weiteren zeugen die alten Tagebaue/Pingenbaue am Gangausbiss zwischen der ehemaligen Grube St. Urban und der Grube Glücksrad von den alten Bergbauaktivitäten. Die verbrochenen Tagesschächte sind in der Verlängerung der Tagebaue als Pingen zu sehen. Es sind auch mehrere Lochsteine erhalten, die meisten sind aber im Wald sehr schwer auffindbar. Daher wurde einer der Lochsteine der Grube Glücksrad etwas oberhalb des Oberschulenberger Zechenhauses an eine andere Stelle versetzt und ist über einen Weg erreichbar. Die Inschrift lautet:
"HIER
|WENDET DAS
|GLÜCKSRADER
|FELD ALS EINE
|FUND GRUBE
|UND 6 LACHTER
|NEBST DER 1*2*3
|UND 4ten MAAS
|ZACHAR*BAHR VOBM
|OH ANDR SCHARENBERG UBM
|THOM*ANDR*ZEUNER GESCHW
|den 8ten October ANNO
|1726".
Auf halber Höhe am Hang zwischen der L 517 und den Glücksrader Schächten liegt das Mundloch des Neuen Tagesstollens. Es stand bis Ende der 1980er Jahre offen und wurde dann mit einer Betonmauer verwahrt. Durch die Aussparung eines Einflugloches dient dieser Teil des alten Bergwerkes heute als Fledermausquartier. Etwas darüber verläuft ein teilweise verschütteter Aufschlaggraben, der zur Grube Juliane Sophia in Mittelschulenberg verlief.
Das Oberschulenberger Zechenhaus diente den Bergleuten als Sozial- und Verwaltungsgebäude und steht unweit des Oberschulenberger Wanderparkplatzes in der Nähe der Straße nach Zellerfeld. Es wurde 1733 an Stelle eines älteren, durch eine Überschwemmung zerstörten Gebäudes errichtet.